# Jewell (Kansas)
Jewell é uma cidade localizada no estado americano de Kansas, no Condado de Jewell.

## Demografia
Segundo o censo americano de 2000, a sua população era de 483 habitantes.
Em 2006, foi estimada uma população de 435, um decréscimo de 48 (-9.9%).

## Geografia
De acordo com o United States Census Bureau tem uma área de
1,1 km², dos quais 1,1 km² cobertos por terra e 0,0 km² cobertos por água. Jewell localiza-se a aproximadamente 474 m acima do nível do mar.

## Localidades na vizinhança
O diagrama seguinte representa as localidades num raio de 24 km ao redor de Jewell.